# Washingtoni Állami Egyetem (Vancouver)
A Washingtoni Állami Egyetem vancouveri kampusza az egyetem legnagyobb kihelyezett telephelye, egyben kutatóegyetem is. Az iskola kancellárja Emilie „Mel” Netzhammer.
Az intézmény a Carnegie-besorolás szerinti „I” (RU/VH) minősítéssel rendelkezik. Az iskolában 2006 óta érhetőek el a felsőbbéveseknek szóló tárgyak, ezzel az hagyományos, négyévfolyamos képzőhellyé vált.
A campus elhelyezkedése miatt a végzettek többsége Washington, Oregon és Kalifornia államokban talál munkát.
A szürke ötven árnyalata című regény főszereplője, Anastasia Steele a vancouveri kampuszon diplomázik; erre utalva Avantika Bawa képzőművészeti professzor 2013-ban hallgatói munkákból összeállította „A szürke szebb árnyalatai” című kiállítást.

## Történet
A Washingtoni Állami Egyetem kihelyezett telephelye 1983-ban kezdte meg működését Délnyugat-washingtoni Közös Oktatási Központ néven; hivatalosan 1989-től képezi a WSU részét, a jelenlegi kampusz pedig 1996-ban nyílt meg. A 2006 őszi félévtől kezdve az intézmény elsőéves hallgatókat is fogad.

## Kampusz
A létesítmény szolgáltatásai közé tartozik a hallgatói számítógépes laboratórium, a gyártási-, a tudományos-, a csoportmunka-, a képzőművészeti- és az áramköri- és mikroprocesszor-laboratórium, valamint egy írástudomány-fejlesztő központ.
Az egyetemen gázkromatográfia-tömegspektrometria (GC-MS), HPLC, DNS-szekvenálás, TOC/N és RT/PCR is végezhető, valamint egy lángionizációs detektor, két Phantom kamera, egy pásztázó elektronmikroszkóp, egy Instron szakítószilárdság-mérő, egy konfokális mikroszkóp, valamint tisztatér is elérhető.
A helyi könyvtárban több mint 800 nyomtatott- és több mint kilencezer digitális állomány érhető el; a fő gyűjtemény több mint harmincezer könyvből és több mint száz, az életrajzi adatbázisokhoz nyújtott hozzáférésből áll. A könyvtár több regionális együttműködésben is részt vesz; ilyenek például a Portland-környéki könyvtárrendszer és az ORBIS/CASCADE (Oregon és Washington Kooperatív Könyvtárprojektje). Az intézmény egyben a Környezetinformációs Kooperatív Könyvtár otthona.

## Oktatás
A vancouveri campuson negyvenen felüli számú képzés érhető el, ezek között alap-, mester- és doktori fokozatú is megtalálható. A Pullmanben biotudományi képzést szerzők mester- vagy doktori képesítésüket akár itt is megszerezhetik.

### Kutatólaboratóriumok
A telephelyen a laborokat a Mérnöki és Számítástudományi Iskola működteti; ezek között megtalálható a nanoanyag-érzékelési-, a vezeték nélküli áramkörök és -rendszerek-, a számítógéppel segített mérnöki-, az energetikai-, a robotikai- és automatizálási-, a rádiófrekvenciás kutatói-, a korszerű anyagok és gyártásuk-, a mikro- és makro- biorendszerek-, az elektrokémiai-, a folyadékdinamikai-, a határfelületifolyadék-dinamikai-, a párhuzamos- és megosztott adatkezelési rendszerek-, valamint a megosztott rendszerek laboratóriuma is. A kutatóhelyek általában kormányzati szervezetek és helyi vállalatok támogatásain keresztül működnek. Az előbbieken felül az intézetben környezettudományi-, biológiai-, matematikai- és neurotudományi kutatások is folynak.

## Hallgatói élet
A Firstenberg Hallgatói Szövetség (FSC) a 2007-es tanév őszi félévében kezdte meg működését. Az egyetem többi campusától eltérően Vancouverben nincs külön a hallgatói szervezeteknek dedikált épület, azonban több ilyen is működik: ilyenek például a történelmi klub, a Cougar Pride LGBT klub, illetve a KOUG rádió. A rádió időszakosan sugároz; műsora lemezlovasok összeállításából áll (többségük az egyetem hallgatója). A Salmon Creek Journal a hallgatók, öregdiákok és oktatók által működtetett képzőművészeti és irodalmi magazin.

## Fordítás
Ez a szócikk részben vagy egészben  a   Washington State University Vancouver című angol Wikipédia-szócikk ezen változatának fordításán alapul.  Az eredeti cikk szerkesztőit annak laptörténete sorolja fel. Ez a jelzés csupán a megfogalmazás eredetét és a szerzői jogokat jelzi, nem szolgál a cikkben szereplő információk forrásmegjelöléseként.